# Fusion (muziek)
De muziekterm fusion is van toepassing op muziekgenres waarbij twee of meer muziekstijlen met elkaar zijn gecombineerd of gefuseerd. Vaak worden de muziekstijlen jazzrock en jazzfunk bedoeld wanneer gesproken wordt over fusion. Genoemde stijlen zijn zelf fusion-stijlen (want ontstaan uit een fusie), maar het begrip "fusionmuziek" is dus algemener.

## Fusion muziekstijlen
Countrypopeen fusie tussen countrymuziek en popmuziek
Bluesrockeen fusie tussen blues en rock
Funkmetalfusie van funk en punk/metal (Red Hot Chili Peppers, Living Colour)
Hiphousefusie van hiphop-stijlen en housemuziek
Jazzrockeen samengaan van jazz en rockmuziek
Metalcorefusie van metal en hardcore punk
Neue Deutsche Wellefusie van punk en new wave
Rhythm-and-bluesfusie van jazz, jump music en gospelmuziek
Rock-'n-rolleen samensmelting van blues, gospel en countrymuziek